# Ginseldorf
Ginseldorf ist ein Stadtteil der Universitätsstadt Marburg im mittelhessischen Landkreis Marburg-Biedenkopf.

## Geografische Lage
Westlich an den Ortsrand schließen sich die Nordausläufer der Lahnberge an. Der nächste etwas größere Fluss ist die Ohm, von der ein Abschnitt nur wenige hundert Meter nördlich des Dorfs verläuft; sie mündet nur etwas weiter westlich in die Lahn.

## Geschichte

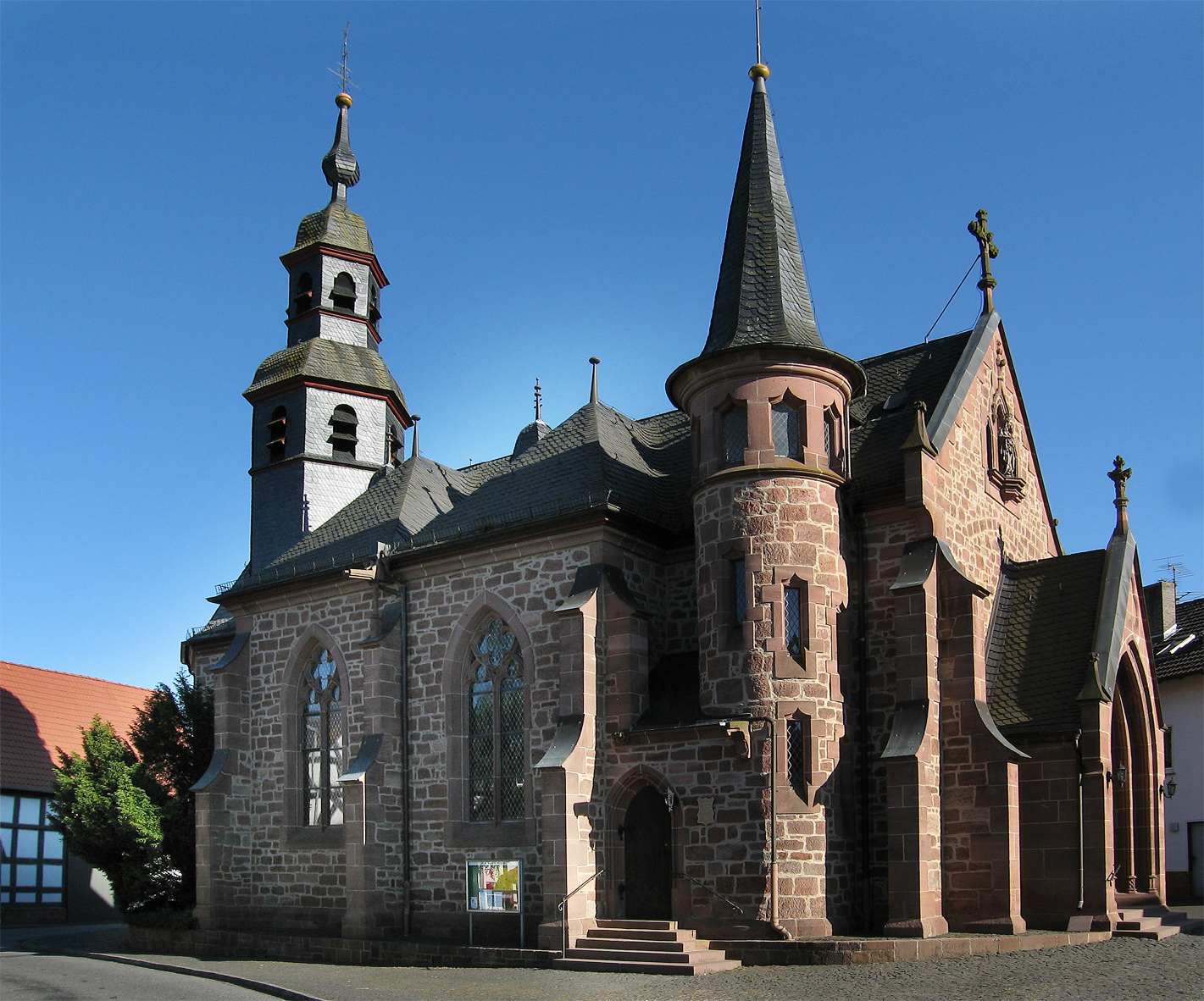
St. Johannes der Täufer, neugotische katholische Kirche erbaut um 1448 (Chor) und 1898 (Schiff)

### Ortsgeschichte
Die Geschichte Ginseldorfs reicht bis ins 13. Jahrhundert zurück. Der Ort wurde, soweit bekannt, erstmals im Jahre 1253 unter dem Namen Gunzellendorf in einer Urkunde der Deutschordensballei Hessen erwähnt und feierte demzufolge 2003 sein 750-jähriges Bestehen.
Nachdem auch Ginseldorf im Zuge der Einführung der Reformation in der Landgrafschaft Hessen protestantisch wurde, wurde es bereits 1595 wieder katholisch. Danach gehörte es bis 1801 zum kurmainzischen Amt Amöneburg und kam dann durch den  Reichsdeputationshauptschluss, der den Frieden von Lunéville umsetzte, zur Hessen-Kassel, blieb aber weiterhin katholisch.
Hessische Gebietsreform (1970–1977)
Ginseldorf war bis zur Gebietsreform in Hessen eine selbstständige Gemeinde mit eigenem Bürgermeister und eigener Verwaltung. Zum 1. Juli 1974 wurde Ginseldorf durch Landesgesetz ein Stadtteil von Marburg.
Für den Stadtteil Ginseldorf wurde ein Ortsbezirk  eingerichtet.

### Verwaltungsgeschichte im Überblick
Die folgende Liste zeigt die Staaten und Verwaltungseinheiten, denen Ginseldorf angehört(e):
- vor 1803: Heiliges Römisches Reich, Kurmainz, Amt Amöneburg
- ab 1803: Heiliges Römisches Reich, Landgrafschaft Hessen-Kassel,[Anm. 2] Fürstentum Fritzlar, Amt Amöneburg
- ab 1806: Landgrafschaft Hessen-Kassel, Fürstentum Fritzlar, Amt Amöneburg
- 1807–1813: Königreich Westphalen,[Anm. 3] Departement der Werra, Distrikt Marburg, Kanton Amöneburg
- ab 1815: Kurfürstentum Hessen,[Anm. 4] Fürstentum Fritzlar, Amt Amöneburg[9]
- ab 1821: Kurfürstentum Hessen, Provinz Oberhessen, Kreis Marburg[10][Anm. 5]
- ab 1848: Kurfürstentum Hessen, Bezirk Marburg
- ab 1851: Kurfürstentum Hessen, Provinz Oberhessen, Kreis Marburg
- ab 1867: Königreich Preußen,[Anm. 6] Provinz Hessen-Nassau, Regierungsbezirk Kassel, Kreis Marburg
- ab 1871: Deutsches Reich, Königreich Preußen, Provinz Hessen-Nassau, Regierungsbezirk Kassel, Kreis Marburg
- ab 1918: Deutsches Reich, Freistaat Preußen, Provinz Hessen-Nassau, Regierungsbezirk Kassel, Kreis Marburg
- ab 1944: Deutsches Reich, Freistaat Preußen, Provinz Kurhessen, Landkreis Marburg
- ab 1945: Deutsches Reich, Amerikanische Besatzungszone,[Anm. 7] Groß-Hessen, Regierungsbezirk Kassel, Landkreis Marburg
- ab 1946: Deutsches Reich, Amerikanische Besatzungszone, Hessen, Regierungsbezirk Kassel, Landkreis Marburg
- ab 1949: Bundesrepublik Deutschland, Hessen, Regierungsbezirk Kassel, Landkreis Marburg
- ab 1974: Bundesrepublik Deutschland, Hessen, Regierungsbezirk Kassel, Landkreis Marburg-Biedenkopf, Stadt Marburg
- ab 1981: Bundesrepublik Deutschland, Hessen, Regierungsbezirk Gießen, Landkreis Marburg-Biedenkopf, Stadt Marburg

### Gerichte seit 1821
Bis zur Trennung der Rechtsprechung von der Verwaltung (1807–1813 und endgültig 1822) sind die Ämter
neben der Verwaltung für die Rechtsprechung (meist Niedere Gerichtsbarkeit bzw. Erste Instanz) zuständig.
Mit Edikt vom 29. Juni 1821 wurden in Kurhessen Verwaltung und Justiz getrennt. Nun waren Justizämter für die erstinstanzliche Rechtsprechung zuständig, die Verwaltung wurde von Kreisen übernommen. Der Kreis Marburg wurde für die Verwaltung eingerichtet und das Landgericht Marburg war als Gericht in erster Instanz für Ginseldorf zuständig. 1850 wurde das Landgericht in Justizamt Marburg umbenannt. Das Oberste Gericht war das Oberappellationsgericht in Kassel. Untergeordnet war das Obergericht Marburg für die Provinz Oberhessen. Es war die zweite Instanz für die Justizämter.
Nach der Annexion Kurhessens durch Preußen wurde das Landgericht Marburg 1867 zum königlich Preußischen Amtsgericht Marburg.
Im Juni 1867 erging eine königliche Verordnung, die die Gerichtsverfassung in den zum vormaligen Kurfürstentum Hessen gehörenden Gebietsteilen neu ordnete. Die bisherigen Gerichtsbehörden sollten aufgehoben und durch Amtsgerichte in erster, Kreisgerichte in zweiter und ein Appellationsgericht in dritter Instanz ersetzt werden. Im Zuge dessen erfolgte am 1. September 1867 die Umbenennung des bisherigen Justizamtes in Amtsgericht Marburg. Die Gerichte der übergeordneten Instanzen waren das Kreisgericht Marburg und das Appellationsgericht Kassel.
Auch mit dem Inkrafttreten des Gerichtsverfassungsgesetzes von 1879 blieb das Amtsgericht unter seinem Namen bestehen.
In der Bundesrepublik Deutschland sind die übergeordneten Instanzen das Landgericht Marburg, das Oberlandesgericht Frankfurt am Main sowie der Bundesgerichtshof als letzte Instanz.

## Bevölkerung

### Einwohnerstruktur 2011
Nach den Erhebungen des Zensus 2011 lebten am Stichtag dem 9. Mai 2011 in Ginseldorf 756 Einwohner. Darunter waren 16 (2,1 %) Ausländer.
Nach dem Lebensalter waren 141 Einwohner unter 18 Jahren, 251 zwischen 18 und 49, 156 zwischen 50 und 64 und 108 Einwohner waren älter. Die Einwohner lebten in 336 Haushalten. Davon waren 114 Singlehaushalte, 78 Paare ohne Kinder und 99 Paare mit Kindern, sowie 48 Alleinerziehende und 27 Wohngemeinschaften. In 42 Haushalten lebten ausschließlich Senioren und in 258 Haushaltungen leben keine Senioren.

### Einwohnerentwicklung
| • 1664: | 15 Hausgesesse                                            |
| • 1838: | Familien: 28 nutzungsberechtigte Ortsbürger, 14 Beisassen |

| Ginseldorf: Einwohnerzahlen von 1747 bis 2019 | Ginseldorf: Einwohnerzahlen von 1747 bis 2019 | Ginseldorf: Einwohnerzahlen von 1747 bis 2019 | Ginseldorf: Einwohnerzahlen von 1747 bis 2019 | Ginseldorf: Einwohnerzahlen von 1747 bis 2019 |
| --- | --------------------------------------------- | --------------------------------------------- | --------------------------------------------- | --------------------------------------------- |
| Jahr |                                               |                                               |                                               | Einwohner                                     |
| 1747 | 1747                                          |                                               | 137                                           | 137                                           |
| 1800 | 1800                                          |                                               | ?                                             | ?                                             |
| 1834 | 1834                                          |                                               | 231                                           | 231                                           |
| 1840 | 1840                                          |                                               | 250                                           | 250                                           |
| 1846 | 1846                                          |                                               | 286                                           | 286                                           |
| 1852 | 1852                                          |                                               | 279                                           | 279                                           |
| 1858 | 1858                                          |                                               | 259                                           | 259                                           |
| 1864 | 1864                                          |                                               | 259                                           | 259                                           |
| 1871 | 1871                                          |                                               | 220                                           | 220                                           |
| 1875 | 1875                                          |                                               | 231                                           | 231                                           |
| 1885 | 1885                                          |                                               | 217                                           | 217                                           |
| 1895 | 1895                                          |                                               | 212                                           | 212                                           |
| 1905 | 1905                                          |                                               | 205                                           | 205                                           |
| 1910 | 1910                                          |                                               | 224                                           | 224                                           |
| 1925 | 1925                                          |                                               | 244                                           | 244                                           |
| 1939 | 1939                                          |                                               | 272                                           | 272                                           |
| 1946 | 1946                                          |                                               | 387                                           | 387                                           |
| 1950 | 1950                                          |                                               | 379                                           | 379                                           |
| 1956 | 1956                                          |                                               | 342                                           | 342                                           |
| 1961 | 1961                                          |                                               | 322                                           | 322                                           |
| 1967 | 1967                                          |                                               | 381                                           | 381                                           |
| 1977 | 1977                                          |                                               | ?                                             | ?                                             |
| 1987 | 1987                                          |                                               | 611                                           | 611                                           |
| 1991 | 1991                                          |                                               | 680                                           | 680                                           |
| 1995 | 1995                                          |                                               | 767                                           | 767                                           |
| 2000 | 2000                                          |                                               | 858                                           | 858                                           |
| 2005 | 2005                                          |                                               | 794                                           | 794                                           |
| 2010 | 2010                                          |                                               | 787                                           | 787                                           |
| 2011 | 2011                                          |                                               | 756                                           | 756                                           |
| 2015 | 2015                                          |                                               | 765                                           | 765                                           |
| 2019 | 2019                                          |                                               | 742                                           | 742                                           |
| Datenquelle: Historisches Gemeindeverzeichnis für Hessen: Die Bevölkerung der Gemeinden 1834 bis 1967. Wiesbaden: Hessisches Statistisches Landesamt, 1968. Weitere Quellen: LAGIS; Stadt Marburg:1987–1998, 1999–2003, 2005–2010,2011–2015, 2019:; Zensus 2011 |                                               |                                               |                                               |                                               |

### Historische Religionszugehörigkeit
| Quelle: Historisches Ortslexikon |                                                                                         |
| • 1861:                          | 247 römisch-katholische, 3 evangelisch-lutherische, 6 evangelisch-reformierte Einwohner |
| • 1885:                          | ein evangelischer (= 0,47 %), 211 katholische (= 99,53 %) Einwohner                     |
| • 1961:                          | 012 evangelische (= 3,73 %), 307 katholische (= 95,34 %) Einwohner                      |
| • 1987:                          | 140 evangelische (= 22,9 %), 386 katholische (= 63,2 %) Einwohner                       |

### Historische Erwerbstätigkeit
| • 1838: | Familien: 26 Ackerbau, 8 Gewerbe.                                                                                                   |
| • 1961: | Erwerbspersonen: 87 Land- und Forstwirtschaft, 56 Produzierendes Gewerbe, 12 Handel und Verkehr, 21 Dienstleistungen und Sonstiges. |

## Politik

### Ortsbeirat
- GLG: 3
- CDU: 2

- GLG = Gemeinschaftsliste Ginseldorf

Für den Stadtteil Ginseldorf besteht ein Ortsbezirk mit Ortsbeirat und Ortsvorsteher nach der Hessischen Gemeindeordnung. Er umfasst das Gebiet der ehemaligen Gemeinde Ginseldorf.
Für die Sitzverteilung siehe die nebenstehende Grafik. Der Ortsbeirat wählte Harald Reitze (GLG) zum Ortsvorsteher.

## Kultur und Sehenswürdigkeiten

### Sport und Freizeit
In wenigen Kilometern Entfernung befinden sich eine Golfanlage mit einem 18-Loch-Meisterschaftsplatz (Oberhessischer Golf-Club Marburg) sowie ein Flugplatz (Cölbe-Schönstadt). Gut zu erreichen sind auch die Radwege entlang Ohm und Lahn. Ein beliebtes Ausflugsziel für Wanderer ist der Spiegelslustturm auf den Lahnbergen mit seinem Café und der nahegelegenen Gaststätte.

### Kulturdenkmäler
Siehe Liste der Kulturdenkmäler in Ginseldorf

### Vereine
- Katholische Jugend Ginseldorf (KJG Ginseldorf)
- Gesangverein Cäcilia 1888 Ginseldorf e. V.
- Tischtennisclub 1951 Ginseldorf e. V.
- Tanz- und Trachtengruppe Ginseldorf e. V.
- Bürgerverein Ginseldorf e. V.
- Dorfladen Ginseldorf e. V.
- Geflügelzuchtverein Ginseldorf[21]

## Wirtschaft und Infrastruktur

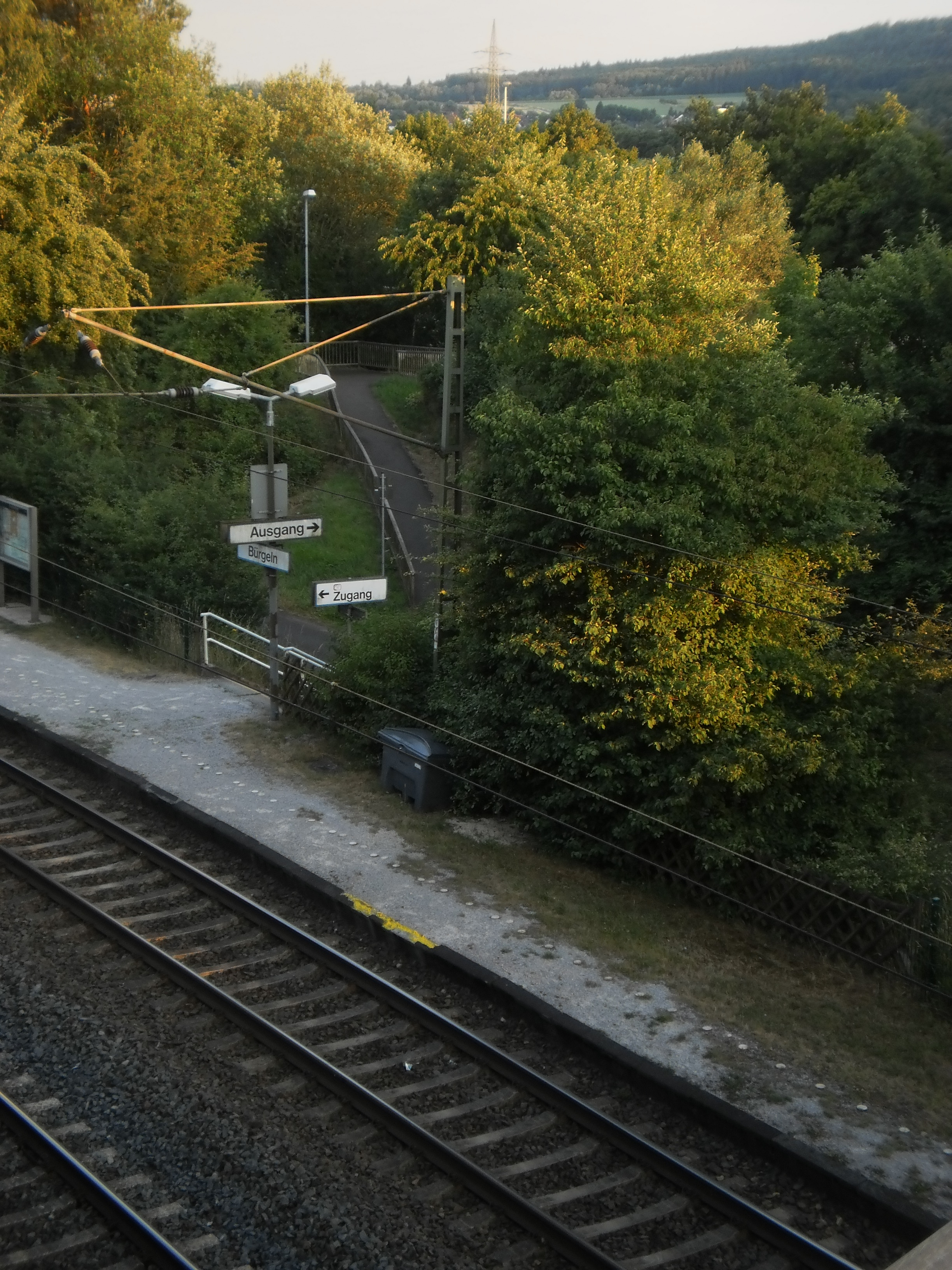
Der nahe gelegene Bahnhaltepunkt in Bürgeln mit Blick in Richtung Ginseldorf

Durch die Nähe zum Universitätsgelände auf den Lahnbergen ist der Ort zu einem beliebten Wohngebiet für Bedienstete und Studierende der Philipps-Universität Marburg geworden. Ginseldorf verfügt über einen Dorfladen, in dem man alle Dinge des täglichen Bedarfs erwerben kann. Auch ein Kindergarten, eine Grillhütte und ein Backhaus sind vorhanden. Es verkehren regelmäßig Busse, Direktanbindung des Marburger Hauptbahnhofes über die Züge auf der Main-Weser-Bahn und die nahegelegene Bundesstraße 3.